# Statki typu Empire
Treść tego artykułu od 2023-10 należy opracować w taki sposób, aby nie uwypuklała nadmiernie polskiej specyfiki / aby nie zawężała się tylko do polskich warunków
 Po wyeliminowaniu niedoskonałości należy usunąć szablon [[Szablon:Dopracować|]] z tego artykułu.

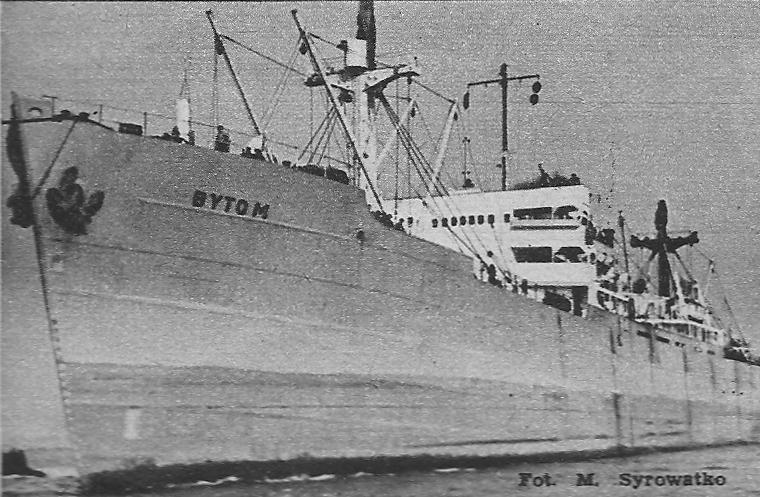
ss Bytom

Statki typu Empire to seryjnie budowane w czasie II wojny światowej w Wielkiej Brytanii transportowce, mające zastąpić tracone w bitwie o Atlantyk statki handlowe.

## Wykorzystanie w Polskiej Marynarce Handlowej
W czasie wojny Polska Marynarka Handlowa otrzymała pięć takich, zwanych przez marynarzy „Empajerami”, jednostek. Były to SS Tobruk, SS Narwik, SS Bałtyk, SS Białystok i SS Bytom. S/s Bałtyk był pierwszym statkiem handlowym pod polską banderą, jaki odbył z ładunkiem podróż dookoła świata.
W latach pięćdziesiątych XX wieku do tej piątki dołączyły dalsze jednostki typu Empire, jak ich amerykańskiego odpowiednika Liberty. Pierwszym z nich był statek SS Opole dzierżawiony przez GAL (eks Walter Hines Page), który w roku 1947 został zwrócony Stanom Zjednoczonym.
Kilka z takich, zakupionych po wojnie, seryjnie budowanych transportowców, przeznaczono do obsługi linii dalekowschodniej, konkretnie portów chińskich, w ramach powstałego w roku 1951 „Chipolbroku”. Były to drobnicowce „Jedność”, „Marian Buczek”, „Przyszłość”, „Warszawa” i „Paweł Finder”. „Warszawa” przeszła w roku 1963 pod banderę ChRL, resztę zaś skasowano i oddano na złom przed rokiem 1970.
Natomiast w latach 1958-1963 Polska nabyła większą liczbę takich jednostek, które miały służyć – jako masowce – do przewozu polskiego węgla. Uniknięto w ten sposób wysokich opłat za czarter, a po wyeksploatowaniu sprzedawano je na złom w zagranicznych stoczniach. Ta „antyczarterowa” flota (statkom nadawano zazwyczaj nazwy hut i kopalń) składała się z piętnastu „liberciaków” i sześciu „empajerów”. Większość skończyła w latach 1967-1970 w stoczniach złomowych.